# Coupe de Belgique masculine de handball 1992-1993
Navigation
Édition précédente Édition suivante
La Coupe de Belgique masculine de handball de 1992-1993 fut la 29e édition de cette compétition organisée par l'Union royale belge de handball (URBH).

## Phase finale

### Huitièmes de finale
- : Tenant du titre

| Club                     | Résultat | Club                      | Lieu           |
| ------------------------ | -------- | ------------------------- | -------------- |
| HC Eynatten              | ?        | Olse Merksem HC           | Raeren         |
| Olympia Heusden          | ?        | HC DB Gent                | Heusden-Zolder |
| ROC Flémalle             | ?        | Kreasa HB Houthalen       | Flémalle       |
| Initia HC Hasselt        | ?        | KTSV Eupen 1889           | Hasselt        |
| Sporting Neerpelt        | ?        | Jeunesse Jemeppe          | Neerpelt       |
| Kraainem'72/Sporta Evere | ?        | Union beynoise            | Kraainem/Evere |
| HC Kiewit                | ?        | HC La Fraternité Verviers | Hasselt        |
| HC Herstal               | ?        | HK Waasmunster            | Waasmunster    |

### Quarts de finale
- : Tenant du titre

| Club              | Résultat | Club            | Lieu           |
| ----------------- | -------- | --------------- | -------------- |
| Olympia Heusden   | 14-24    | Olse Merksem HC | Heusden-Zolder |
| Union beynoise    | 38-22    | ROC Flémalle    | Beyne-Heusay   |
| Sporting Neerpelt | 27-21    | HC Kiewit       | Neerpelt       |
| Initia HC Hasselt | 26-19    | HC Herstal      | Hasselt        |

### Demi-finales
| Club            | Résultat | Club              | Lieu         |
| --------------- | -------- | ----------------- | ------------ |
| Union beynoise  | 23-19    | Initia HC Hasselt | Beyne-Heusay |
| Olse Merksem HC | 24-17    | Sporting Neerpelt | Anvers       |

### Finale
| 9 mai 1993 | Union beynoise               | 12 - 10 | Olse Merksem HC     | Hechtel-Eksel |
| 9 mai 1993 | Tom Wens 4                   | (6-4)   | Onofrio Filorizzo 3 | Hechtel-Eksel |
| 9 mai 1993 | Rapport (archives lesoir.be) |         |                     | Hechtel-Eksel |

## Vainqueur
| Coupe de Belgique de handball 1992-1993 Union beynoise 3e titre |